# Анжелина Швачка
Анжелина Швачка (17 юли 1971 г., Днепропетровск, СССР) е украинска оперна певица (мецосопран).
Народна артистка на Украйна (2012).